# Synaptola minor
Synaptola minor là một loài bọ cánh cứng trong họ Cerambycidae.